# Go Nakamura
Go Nakamura (中村 豪 Nakamura Go?, nacido el 29 de noviembre de 1986 en Gifu) es un exfutbolista japonés. Jugaba de centrocampista y su último club fue el Ehime FC de Japón.

## Trayectoria

### Clubes
| Club         | País  | Año         |
| ------------ | ----- | ----------- |
| Júbilo Iwata | Japón | 2005 - 2006 |
| Ehime FC     | Japón | 2007        |